# Сапунов, Андрей Борисович
Андре́й Бори́сович Сапуно́в (20 октября 1956, Краснослободск, Волгоградская область — 13 декабря 2020, Москва) — российский вокалист, гитарист и бас-гитарист, автор песен. Музыкант группы «Воскресение», в которой играл почти с самого её основания до 2016 года. Ранее принимал участие в коллективах «Цветы», «Олимпия», «Самоцветы», «Лотос» и «СВ», а также в трио Алексея Романова. Его старший брат, Владимир Сапунов, был директором групп «Воскресение» и «Машина Времени».

## Биография
Родился 20 октября 1956 года в Краснослободске Волгоградской области, в семье педагога Бориса Сапунова. В первый класс пошёл в Москве, когда туда перебрались родители. Играл с братом Владимиром в школьном ансамбле, в составе которого выступали на вечерах.
По окончании школы поступил в Астраханский институт рыбного хозяйства, а спустя год перевёлся в Московский энергетический институт, но в конечном итоге бросил учёбу. Пробовался вокалистом в ВИА «Магистраль» в 1976 году, но был забракован Юрием Антоновым. Два года служил в армии под Калугой, где играл на гитаре. После армии десять месяцев пел в группе Стаса Намина (1978—1979).
В 1979 году поступил в Гнесинское училище. В июле того же года вместе с музыкантами группы «Воскресение» записал шесть песен своего друга Константина Никольского, которые, вопреки запрету автора, распространялись на кассетах вместе с песнями непосредственно «Воскресения». Тогда же спел на первой записи композиции «Солдат Вселенной» («Я привык бродить один») и позднее присоединился к коллективу как вокалист и ритм-гитарист, пробыв в нём до второго распада в 1982 году. После окончания учёбы в 1983 году играл в ансамбле «Олимпия» при Доме культуры завода «Серп и молот».
С 1984 по 1986 год участвовал в ВИА «Самоцветы», впоследствии объясняя это необходимостью заработать денег на квартиру. В 1986 году вместе с другом и коллегой по ансамблю, клавишником Александром Слизуновым, создал группу «Лотос». Коллектив числился при филармонии и гастролировал по стране, но не был принят должным образом публикой и прекратил существование в 1988 году. После этого Сапунов некоторое время работал в музыкальной группе театра имени Ленинского комсомола и ездил на гастроли с его спектаклями.
В 1990—1991 годах играл вместе с группой «СВ», записав с ней альбом собственных песен «Звон» (также «Я знаю» или «Чёлочки-косички»). Репертуар был предварительно создан в сотрудничестве с клавишником Андреем Миансаровым на стихи Александра Бутузова и других поэтов. В 1991 году Сапунов присоединился к трио своего коллеги по группе «Воскресение» Алексея Романова.
В 1994 году вошёл в окончательный состав возрождённого «Воскресения». Параллельно с 1997-го выступал с собственным трио, исполняя преимущественно авторские композиции: как записанные ранее, так и вошедшие в дальнейшем в альбом «Не торопясь».
В 2016 году ушёл из группы «Воскресение», продолжив сольно записывать и исполнять песни при участии бас-гитариста Дмитрия Симонова и барабанщика Владимира Жарко. На студии Игоря Клименкова был записан альбом «Говори», работа над которым велась более десяти лет, начиная с 2008-го — вышел на цифровых площадках в сентябре 2021 года, а в 2023 году на CD.
Умер в Москве 13 декабря 2020 года в возрасте 64 лет от инфаркта. Кремирован на Хованском кладбище. 13 мая 2021 года прах музыканта был развеян над Москвой-рекой.

## Семья
- Брат — Владимир Сапунов (1952—2018), многолетний директор групп «Воскресение» и «Машина Времени».
- Первая жена — Нина.
- Вторая жена — Жанна.

## Дискография

### Группа «Воскресение»
Студийные альбомы
- 1979—1980 — Воскресение 1 (в 1993 году вышло ремастеринговое переиздание двойным диском под заголовком «Кто виноват? / Воскресение 1979—1980», содержащее песни с альбома «1979» и записи 1980 года; в 2002 году вышла ремастеринговая версия альбома «1979»)
- 1981 — Воскресение 2 (в 1992 году вышло ремастеринговое переиздание)
- 2001 — Всё сначала (новые песни и свежие записи песен разных лет)
- 2003 — Не торопясь

Концертные альбомы
- 1994 — Концерт. ДК «Мехтех» (1982)
- 1995 — Мы вас любим (двойной, запись концерта в ГЦКЗ «Россия» от 16 июня 1994 года)
- 1995 — Живее всех живых (запись концерта в зале «Promotion club» от 28 марта 1995 года)
- 1998 — Живая коллекция (запись концерта на телевидении)
- 2000 — 50 на двоих (совместный концерт с группой «Машина Времени» (20 лет группе «Воскресение» и 30 лет «Машине Времени») в спорткомплексе «Олимпийском»)
- 2003 — Не торопясь Live (концерт-премьера альбома «Не торопясь» в УСЗ «Дружба» от 05 марта 2003 года)
- 2005 — Посмотри, как я живу (концерт, издание студии «Союз»)
- 2005 — Я привык бродить один (концерт в Новокузнецке, издание студии «Союз»)

Сборники
- 1996 — Легенды русского рока, «Воскресение», выпуск 1
- 2002 — Легенды русского рока, «Воскресение», выпуск 2

### Сольное творчество
Студийные альбомы
- 1993 — Звон (запись 1990—1991 годов)
- 2021 — Говори (посмертный)
- 2023 — Говори, CD, LP, изд. Отделение Выход, Москва

Концертные альбомы
- 2004 — Старый звонарь (концерт в ГЦКЗ «Россия» от 20 сентября 2001 года)

- 2025 : Дыхание доброго неба (CD + DVD), Отделение ВЫХОД, Москва

### Группа «Трио Сапунова»
Концертные альбомы
- 2001 — Живая коллекция

### Трио: Романов — Сапунов — Кобзон
Студийные альбомы
- 1995 — Семь вещей

### Группа «СВ»
Студийные альбомы
- 1991 — Я знаю

### Группа «Лотос»
Студийные альбомы
- 1990 — Лотос (записи 1986—1987 годов)

## Фильмография
- 2001 — Андрей Сапунов: Научи меня жить. Выпуск № 1 (концерт в ГЦКЗ «Россия» от 20 сентября 2001 года)
- 2005 — Группа Стаса Намина «Цветы»: Лучшие песни за 30 лет. Часть 1